# Юнацький (U-19) кубок Азії з футболу 2018
Юнацький (U-19) кубок Азії з футболу 2018 — 40-й чемпіонат АФК U-19, щорічного міжнародного юнацького футбольного чемпіонату, організованого Азійською футбольною конфедерацією (АФК) для національних збірних Азії до 19 років. Турнір відбувся в Індонезії, яку АФК призначила приймаючою стороною 25 липня 2017 року, між 18 жовтня та 4 листопада 2018 року. Усього брали участь 16 команд.
Перші чотири команди турніру пройшли чемпіонат світу з футболу до 2019 року в Польщі. Саудівська Аравія виграла свій третій титул і пройшла кваліфікацію разом із другою позицією Південної Кореї і півфіналістами Катару та Японії, які захищали чемпіонів, але вибули Саудівською Аравією.

## Кваліфікація

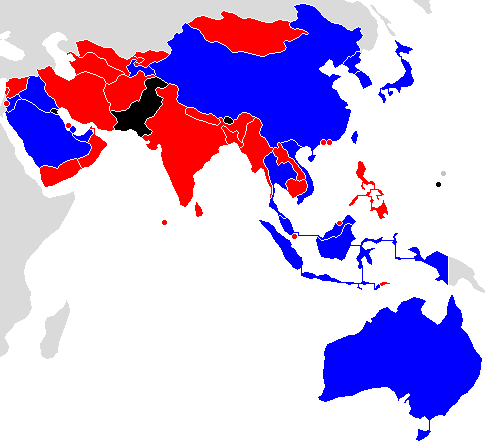
Кваліфіковані на Чемпіонат АФК U-19 2018
Не вдалося кваліфікуватися
Дискваліфіковані або відкликані
Не члени АФК

### Процес кваліфікації
Кваліфікаційні матчі проходили з 24 жовтня по 8 листопада 2017 року.
Хоча Індонезія вже кваліфікувалася автоматично як господар, проте вони також брали участь у відбіркових турнірах і посіла третє місце, після поразок від Південної Кореї (0:3) і Малайзії (1:4).
Уперше з 1974 року Китайський Тайбей повернувся до турніру
Відбіркові змагання 2018 року також стали свідками унікальної ситуації, коли двом командам довелося пробивати пенальті, щоб визначити команду, яка посяде вище місце. Це сталося в групі C після того, як Катар та Ірак отримали однакову кількість очок за всіма критеріями й грали між собою в останньому матчі. Катар виграв серію пенальті й посів перше місце в групі, а Ірак - друге.
Дванадцять із шістнадцяти кваліфікованих команд 2018 року грали у турнірі 2016 року.

### Кваліфіковані команди
До фінальної частини пройшли 16 команд:
| Команда           | Кваліфікований як  | Участь (разів) | Останній найкращий результат                                                      |
| ----------------- | ------------------ | -------------- | --------------------------------------------------------------------------------- |
| Індонезія         | Господар           | 17             | Чемпіони (1961)                                                                   |
| ОАЕ               | переможець групи А | 14             | Чемпіони (2008)                                                                   |
| Таджикистан       | переможець групи B | 4              | Чвертьфінал (2016)                                                                |
| Катар             | переможець групи C | 14             | Чемпіони (2014)                                                                   |
| Саудівська Аравія | переможець групи D | 14             | Чемпіони (1986, 1992)                                                             |
| Йорданія          | переможець групи E | 7              | Четверте місце (2006)                                                             |
| Південна Корея    | переможець групи F | 38             | Чемпіони (1959, 1960, 1963, 1978, 1980, 1982, 1990, 1996, 1998, 2002, 2004, 2012) |
| КНР               | переможець групи G | 18             | Чемпіони (1985)                                                                   |
| В'єтнам           | переможець групи H | 19             | Півфінал (2016)                                                                   |
| Японія            | переможець групи I | 37             | Чемпіони (2016)                                                                   |
| Австралія         | переможець групи J | 7              | Друге місце (2010)                                                                |
| Ірак              | 2 місце групи C    | 17             | Чемпіони (1975, 1977, 1978, 1988, 2000)                                           |
| Таїланд           | 2 місце групи I    | 33             | Чемпіони (1962, 1969)                                                             |
| Північна Корея    | 2 місце групи J    | 13             | Чемпіони (1976, 2006, 2010)                                                       |
| Китайський Тайбей | 2 місце групи H    | 10             | Третє місце (1966)                                                                |
| Малайзія          | 2 місце групи F    | 23             | Друге місце (1959, 1960, 1968)                                                    |

## Арени
Матчі відбувалися на трьох стадіонах Джакарти.
| Джакарта          | Кібінонґ          | Бекасі            |
| ----------------- | ----------------- | ----------------- |
| Ґелора Бунґ Карно | Пакансарі         | Патріот           |
| Місткість: 77 193 | Місткість: 30 000 | Місткість: 30 000 |
|                   |                   |                   |
|                   |                   |                   |

## Жеребкування
Жеребкування відбулося 18 травня 2018 року, 15:00 за індонезійським часом (UTC+7), у готелі «Fairmont» у Джакарті. 16 команд розділили на чотири групи по чотири команди. Учасники були посіяні відповідно до їх результатів у фінальному турнірі юнацького (U-19) кубку Азії з футболу 2018 і кваліфікації АФК (U-19) 2016 року. Господарі, збірна Індонезії, автоматично отримала позицію A1 жеребкування.
| Кошик 1                                                           | Кошик 2                                         | Кошик 3                                 | Кошик 4                                                        |
| ----------------------------------------------------------------- | ----------------------------------------------- | --------------------------------------- | -------------------------------------------------------------- |
| 1. Індонезія (господар) 2. Японія 3. Саудівська Аравія 4. В'єтнам | 1. Ірак 2. Таджикистан 3. Південна Корея 4. ОАЕ | 1. Австралія 2. Катар 3. КНР 4. Таїланд | 1. Північна Корея 2. Йорданія 3. Малайзія 4. Китайський Тайбей |

## Склади
Гравці, що народилися 1 січня 1999 року або пізніше, мали право брати участь у турнірі. Кожна команда повинна зареєструвати команду з мінімум 18 гравців і не більше 23 гравців, мінімум три з яких повинні бути воротарями.

## Груповий етап
Перші дві команди кожної групи виходили до чвертьфіналу.
Команди класифікувалися відповідно до набраних очок (3 очки за перемогу, 1 очко за нічию, 0 очок за поразку). Якщо очки були рівними для декількох команд, то застосовувалися наступні критерії, у заданому порядку, для визначення рейтингу:
1. Очки в матчах між командами;
2. Різниця голів у матчах між командами;
3. Забиті голи в матчах між командами;
4. Різниця м'ячів у всіх матчах у групі.
5. Забиті голи у всіх матчах групи;
6. Післяматчеві пенальті, якщо тільки дві команди мають однакові показники і вони зустрілися в останньому турі групи;
7. Дисциплінарні бали (жовта картка = 1 бал, червона картка в результаті двох жовтих карток = 3 бали, пряма червона картка = 3 бали, жовта картка, за якою пряма червона картка = 4 бали);
8. Жеребкування.

Усі матчі, за індонезійським часом (UTC+7).
| День матчу 1 | Дати                   | Матчі        |
| ------------ | ---------------------- | ------------ |
| День матчу 1 | 18—20 жовтня 2018 року | 1 v 4, 2 v 3 |
| День матчу 2 | 21—23 жовтня 2018 року | 4 v 2, 3 v 1 |
| День матчу 3 | 24—26 жовтня 2018 року | 1 v 2, 3 v 4 |

### Група А
| Поз | Команда           | І | В | Н | П | ГЗ | ГП | РГ  | О | Кваліфікація |
| --- | ----------------- | - | - | - | - | -- | -- | --- | - | ------------ |
| 1   | Катар             | 3 | 2 | 0 | 1 | 11 | 7  | +4  | 6 | Плей-оф      |
| 2   | Індонезія (H)     | 3 | 2 | 0 | 1 | 9  | 7  | +2  | 6 | Плей-оф      |
| 3   | ОАЕ               | 3 | 2 | 0 | 1 | 10 | 3  | +7  | 6 |              |
| 4   | Китайський Тайбей | 3 | 0 | 0 | 3 | 2  | 15 | −13 | 0 |              |

1. 1 2 3  Результати очних зустрічей: ОАЕ 2–1 Катар, Катар 6–5 Індонезія, Індонезія 1–0 ОАЕ. Турнірна таблиця очних зустрічей:
  - Катар: 3 очки, 0 різниця голів, 7 забитих голів
  - Індонезія: 3 очки, 0 різниця голів, 6 забитих голів
  - ОАЕ: 3 очки, 0 різниця голів, 2 забитих голи

### Група B
| Поз | Команда        | І | В | Н | П | ГЗ | ГП | РГ  | О | Кваліфікація |
| --- | -------------- | - | - | - | - | -- | -- | --- | - | ------------ |
| 1   | Японія         | 3 | 3 | 0 | 0 | 13 | 3  | +10 | 9 | Плей-оф      |
| 2   | Таїланд        | 3 | 1 | 1 | 1 | 6  | 7  | −1  | 4 | Плей-оф      |
| 3   | Північна Корея | 3 | 1 | 0 | 2 | 4  | 7  | −3  | 3 |              |
| 4   | Ірак           | 3 | 0 | 1 | 2 | 3  | 9  | −6  | 1 |              |

### Група C
| Поз | Команда        | І | В | Н | П | ГЗ | ГП | РГ | О | Кваліфікація |
| --- | -------------- | - | - | - | - | -- | -- | -- | - | ------------ |
| 1   | Південна Корея | 3 | 2 | 1 | 0 | 7  | 3  | +4 | 7 | Плей-оф      |
| 2   | Австралія      | 3 | 1 | 2 | 0 | 4  | 3  | +1 | 5 | Плей-оф      |
| 3   | Йорданія       | 3 | 1 | 1 | 1 | 4  | 5  | −1 | 4 |              |
| 4   | В'єтнам        | 3 | 0 | 0 | 3 | 3  | 7  | −4 | 0 |              |

### Група D
| Поз | Команда           | І | В | Н | П | ГЗ | ГП | РГ | О | Кваліфікація |
| --- | ----------------- | - | - | - | - | -- | -- | -- | - | ------------ |
| 1   | Саудівська Аравія | 3 | 3 | 0 | 0 | 6  | 2  | +4 | 9 | Плей-оф      |
| 2   | Таджикистан       | 3 | 1 | 1 | 1 | 4  | 5  | −1 | 4 | Плей-оф      |
| 3   | КНР               | 3 | 1 | 0 | 2 | 2  | 2  | 0  | 3 |              |
| 4   | Малайзія          | 3 | 0 | 1 | 2 | 3  | 6  | −3 | 1 |              |

## Плей-оф
|  | Чвертьфінали         | Чвертьфінали           |                        |   | Півфінали | Півфінали |  |  | Фінал | Фінал |
|  |                      |                        |                        |   |           |           |  |  |       |       |
|  | 28 жовтня — Джакарта |                        |                        |   |           |           |  |  |       |       |
|  |                      |                        |                        |   |           |           |  |  |       |       |
|  | Катар дч             | 7                      |                        |   |           |           |  |  |       |       |
|  | Катар дч             | 7                      | 1 листопада — Чібінонг |   |           |           |  |  |       |       |
|  | Таїланд              | 3                      |                        |   |           |           |  |  |       |       |
|  | Таїланд              | 3                      | Катар                  | 1 |           |           |  |  |       |       |
|  | 29 жовтня — Бекасі   |                        | Катар                  | 1 |           |           |  |  |       |       |
|  |                      | Південна Корея         | 3                      |   |           |           |  |  |       |       |
|  | Південна Корея       | Південна Корея         | 3                      | 1 |           |           |  |  |       |       |
|  | Південна Корея       |                        | 4 листопада — Чібінонг | 1 |           |           |  |  |       |       |
|  | Таджикистан          | 0                      |                        |   |           |           |  |  |       |       |
|  | Таджикистан          | 0                      | Південна Корея         | 1 |           |           |  |  |       |       |
|  | 28 жовтня — Джакарта |                        | Південна Корея         | 1 |           |           |  |  |       |       |
|  |                      | Саудівська Аравія      | 2                      |   |           |           |  |  |       |       |
|  | Японія               | Саудівська Аравія      | 2                      | 2 |           |           |  |  |       |       |
|  | Японія               | 1 листопада — Чібінонг |                        | 2 |           |           |  |  |       |       |
|  | Індонезія            | 0                      |                        |   |           |           |  |  |       |       |
|  | Індонезія            | 0                      | Японія                 | 0 |           |           |  |  |       |       |
|  | 29 жовтня — Бекасі   |                        | Японія                 | 0 |           |           |  |  |       |       |
|  |                      | Саудівська Аравія      | 2                      |   |           |           |  |  |       |       |
|  | Саудівська Аравія    | Саудівська Аравія      | 2                      | 3 |           |           |  |  |       |       |
|  | Саудівська Аравія    |                        |                        | 3 |           |           |  |  |       |       |
|  | Австралія            | 1                      |                        |   |           |           |  |  |       |       |
|  | Австралія            | 1                      |                        |   |           |           |  |  |       |       |

### Фінал
| 4 листопада 2018 19:30 |

| Південна Корея         | 1–2      | Саудівська Аравія               |
| ---------------------- | -------- | ------------------------------- |
| - Чо Йон Ук 64' (пен.) | Протокол | - Аль-Аммар 2' - Аль-Ганнам 22' |

| «Пакансарі», Чібінонг Глядачів: 3 089 Арбітр: Сівакорн Пу-удом (Таїланд) |